# Tsoala tubiflora
Tsoala tubiflora är en potatisväxtart som beskrevs av J. Bosser och W.G. D'arcy. Tsoala tubiflora ingår i släktet Tsoala och familjen potatisväxter. Inga underarter finns listade i Catalogue of Life.